# Ekaterina Ottovna Vazem
Ekaterina Ottovna Vazem, nata Matil'da (Матильда) (in russo Екатери́на Отто́вна Ва́зем?; Mosca, 25 gennaio 1848 – Leningrado, 14 dicembre 1937) è stata una ballerina russa naturalizzata sovietica.

## Biografia
Nata a Mosca nel 1848, si trasferì a San Pietroburgo nel 1857 per studiare all'Accademia del Teatro Imperiale, dove fu allieva di Lev Ivanovič Ivanov. Dopo essersi diplomata nel 1867, fu scritturata dal Balletto Imperiale, con cui esordì danzando ne La Naïade et le Pêcheur di Jules Perrot. Ottenne il suo primo grande successo l'anno successivo con Il cavallino gobbo e nel 1874 fu proclamata prima ballerina. Sulle scene del Teatro Bol'šoj Kamennyj danzò in oltre una ventina di balletti diversi, annoverando nel proprio repertorio grandi ruoli quali quello dell'eponima protagonista in Giselle.
La sua fama è legata soprattutto alla collaborazione con Marius Petipa, che ha creato per lei Le Corsaire, La farfalla, I banditi, La fanciulla delle nevi, Zoraya, Notte e giorno e il grand pas di Paquita. Tuttavia la loro più importante collaborazione fu La Bayadère, in cui Vazem danzò nel ruolo di Nikija in occasione della prima assoluta nel 1877. Quello sarebbe diventato non solo il suo ruolo preferito, ma anche quello più celebre. Nel febbraio 1884 sarebbe tornata a danzare nella parte in occasione della sua ultima esibizione in un balletto completo, mentre il suo addio ufficiale alle scene avvenne il 16 dello stesso mese con un gala di beneficenza in cui danzò i pas de deux e le variazioni più celebri della sua carriera, incluse scene da Paquita e La figlia del faraone.
Dal 1886 rimpiazzò Petipa come maestra di balletto dell'Accademia del Teatro Imperiale, dove insegnò fino al 1896, annoverando tra le sue allieve Agrippina Jakovlevna Vaganova, Matil'da Feliksovna Kšesinskaja, Ol'ga Preobraženskaja e, soprattutto, Anna Pavlovna Pavlova. Fu licenziata nel 1896 quando l'accademia adottò un nuovo metodo per l'insegnamento della danza classica, ma proseguì insegnando privatamente. Sarebbe tornata ad insegnare all'Accademia dopo la Rivoluzione russa.